# 쉬푸관코박쥐
쉬푸관코박쥐(Murina shuipuensis)는 애기박쥐과에 속하는 박쥐의 일종이다. 중국 남부의 토착종이다.

## 특징
작은 크기의 박쥐로 전체 몸길이는 72mm이고, 전완장은 30mm, 꼬리 길이는 32mm, 발 길이는 8mm이다. 귀는 11mm이고 몸무게는 최대 4g이다. 털이 길고 날개를 넘어 팔꿈치와 무릎까지 덮여있다.

## 생태
먹이는 곤충이다.

## 분포 및 서식지
중국 남부 구이저우성에서 2007년에 포획된 한 점의 수컷 표본만이 알려져 있고, 현재 토론토의 로열 온타리오 박물관에 보관되어 있다. 해발 약 650m의 이차림 아열대 습윤 활엽수림에서 서식한다.